# 著作権法学会
著作権法学会（ちょさくけんほうがっかい，英；The Copyright Law Association of Japan）は、1962年（昭和37年）3月に「内外の著作権法制の調査研究及び著作権思想の普及を図ること」を目的として設立された学術団体である（定款3条）。

## 概略
毎年、6月に研究大会を開催するとともに、定期的に判例研究会を開催する（定款4条）。『著作権研究』を発行する。